# Манди-Бахауддин (округ)
Манди-Бахауддин (урду ضلع منڈی بہاؤالدین‎, англ. Mandi Bahauddin District) — один из 36 округов пакистанской провинции Пенджаб. Административный центр — город Манди-Бахауддин.

## География
Площадь округа — 7 623 км². На севере граничит с округами Гуджрат и Джелам, на юго-востоке — с округом Гуджранвала, на юге — с округом Хафизабад, на западе — с округом Саргодха.

## Административно-территориальное деление
Округ делится на три техсила:
- Малаквал
- Манди-Бахауддин
- Пхалия

## Население
По данным переписи 1998 года, население округа составляло 1 160 552 человека, из которых мужчины составляли 51,19 %, женщины — соответственно 48,81 %. Уровень грамотности населения (от 10 лет и старше) составлял 47,4 %. Уровень урбанизации — 15,2 %. Средняя плотность населения — 152,2 чел./км².